# Cassabanana
De cassabanana (Sicana odorifera) is een plant uit de komkommerfamilie (Cucurbitaceae).
Het is een eenhuizige, overblijvende, kruidachtige, snelgroeiende klimplant met tot 15 m lange stengels en in vier delen vertakte ranken die ontspringen vanuit de stengelknopen. Jonge stengels zijn behaard. De bladeren zijn bezet met een grijze beharing en zijn in omtrek hartvormig of afgerond niervormig en drielobbig, circa 30 cm breed, diep ingesneden aan de basis en hebben getande of gegolfde bladranden en 4-12 cm lange bladstelen.
De geurende bloemen staan solitair in de bladoksels en zijn geel of wit van kleur, vijfslippig en urnvormig. De mannelijke bloemen zijn circa 2 cm lang en de vrouwelijke bloemen zijn circa 5 cm lang.
De vruchten zijn cilindrisch, elliptisch of licht gebogen en 30-60 × 7-12 cm groot. De harde schil wordt rijp glad, glanzend en donkergeel, oranjerood, kastanjekleurig, violet, donkerpaars of gitzwart van kleur. Het gele of oranjegele vruchtvlees is circa 2 cm dik, zoetgeurend, sappig en heeft een meloenachtige, zoete smaak. De centrale vruchtholte bevat zachtere pulp, een zachte vlezige kern en talrijke platte, ovale, circa 1,6 × 1,4 cm grote, lichtbruine zaden die dicht opeen in rijen zitten gerangschikt over de gehele lengte van de vrucht.
De vruchten kunnen als handfruit worden gegeten. De vrucht is ook geschikt om in marmelades, compotes en curry's verwerkt te worden. Onrijpe vruchten kunnen als groente worden gegeten.
De cassabanana stamt uit tropisch Brazilië. De plant werd al in de prekoloniale tijd in Midden- en Zuid-Amerika gecultiveerd. Hij wordt niet alleen als voedselplant maar ook als sierplant gecultiveerd. De plant kan worden vermeerderd door zaaien of stekken.